# ヤン・ファン・スコーレル

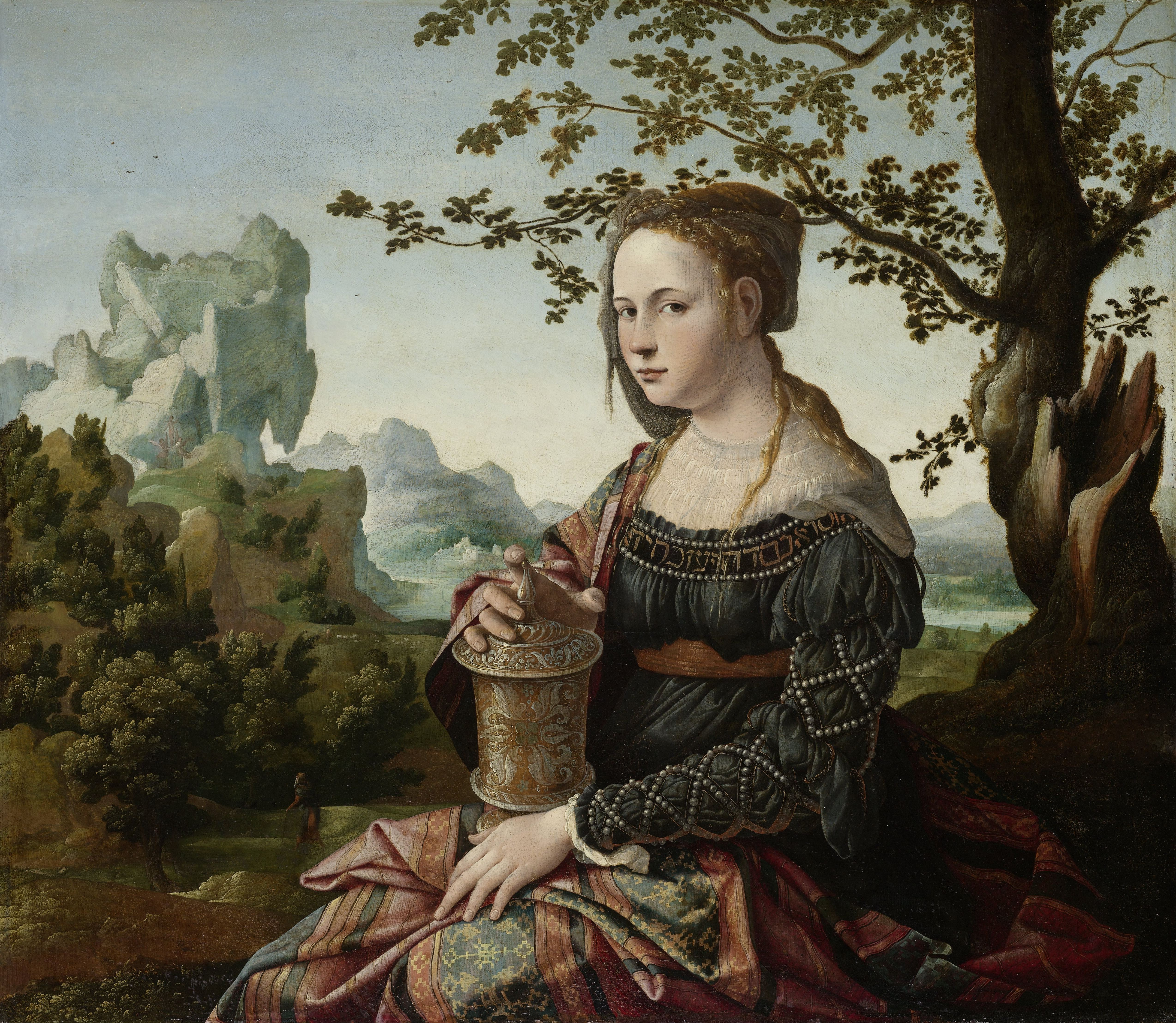
『マグダラのマリア』
アムステルダム国立美術館蔵

ヤン・ファン・スコーレル（Jan van Scorel、1495年8月1日 - 1562年12月6日）は、オランダの画家。イタリア・ルネサンスをオランダへ紹介した。

## 経歴
アルクマール北部のスコールル出身。彼がユトレヒトのヤン・ホッサールトの元か、アムステルダムのヤーコブ・コルネリスゾーン・ファン・オーストザーネンの元で絵を学びだしたかどうかは、知られていない。しかし、彼がこれらの偉大な師匠と出会い、彼の技術に大いなる影響を受けたのは確かである。スコーレルは20代前半にヨーロッパ諸国を旅してまわる。初めはニュルンベルクでアルブレヒト・デューラーに会い、その影響を受け、1520年には出世作であるオーストリアのオーバーフェラッハ村にある聖マルティヌス教会の『"Sippenaltar"』を仕上げた。ジョルジョーネからは、ヴェネツィア滞在中に大きな影響を受けた。その後、聖地エルサレムへ巡礼に向かった。彼の聖地での体験が彼ののちの作品の多くに描かれた。  
1522年、スコーレルはオランダ出身のローマ教皇ハドリアヌス6世にローマに招聘され、教皇庁の画家に任命された。彼は教皇の肖像画を描いている。スコーレルはミケランジェロとラファエロ・サンティの影響を受け、ラファエロを継いでベルヴェデーレの中庭の教皇コレクションの管理人になった。
1524年にオランダに帰国し、彼は画家・教師として成功を収めた。彼は非常に良い教育を受けており、技師・建築家としての腕も持っていた。また彼は数カ国語を操ったといい、これは彼の外国旅行のおかげであることは疑いもない。
1562年、スコーレルは肖像画と祭壇画という財産を残してユトレヒトで死んだ。
彼の多くの作品は、1566年の聖像破壊運動の犠牲となり、数点がその惨禍を逃れ、現在オランダ国内の美術館で見ることができる。

## 作品

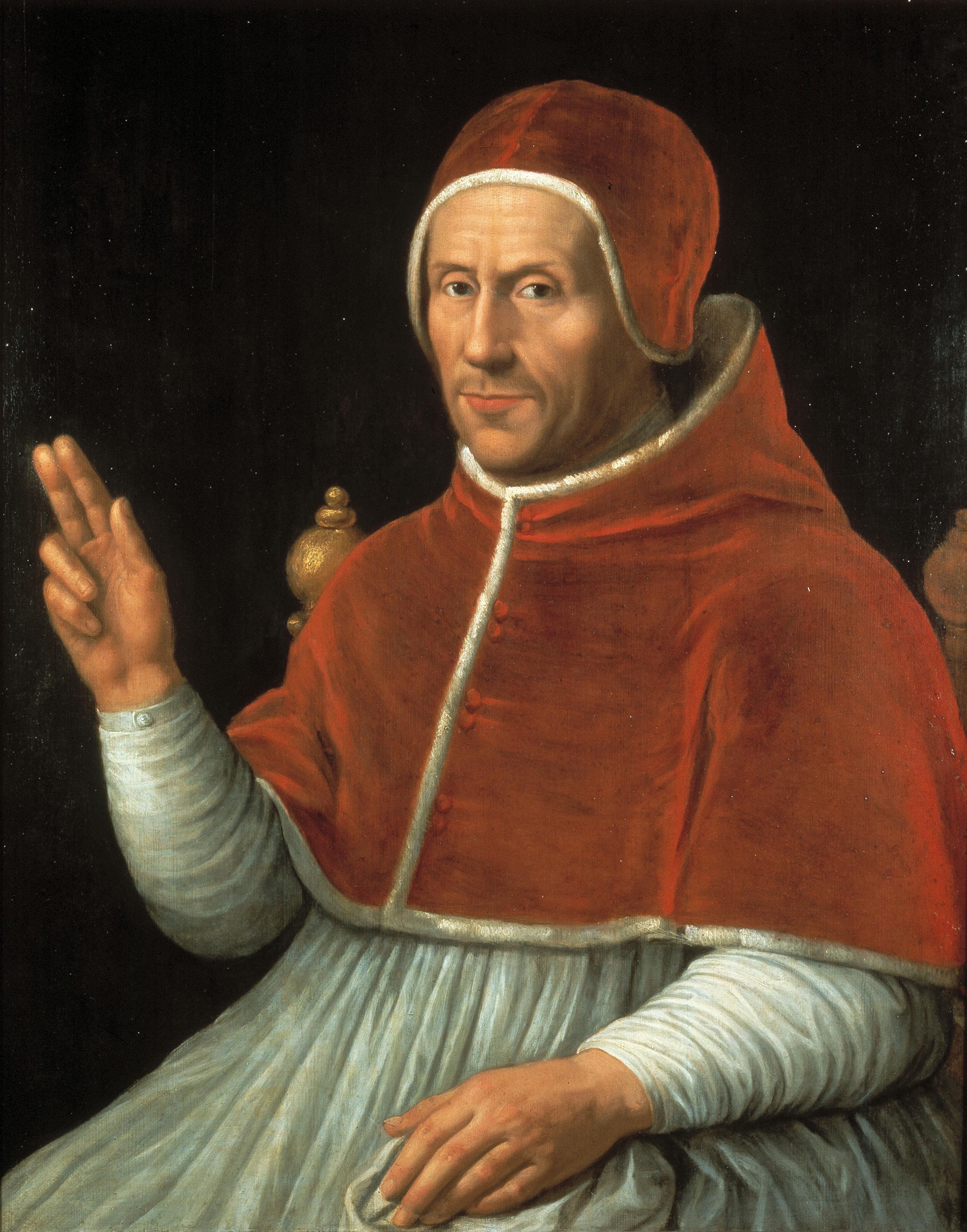
ハドリアヌス6世 (ローマ教皇)
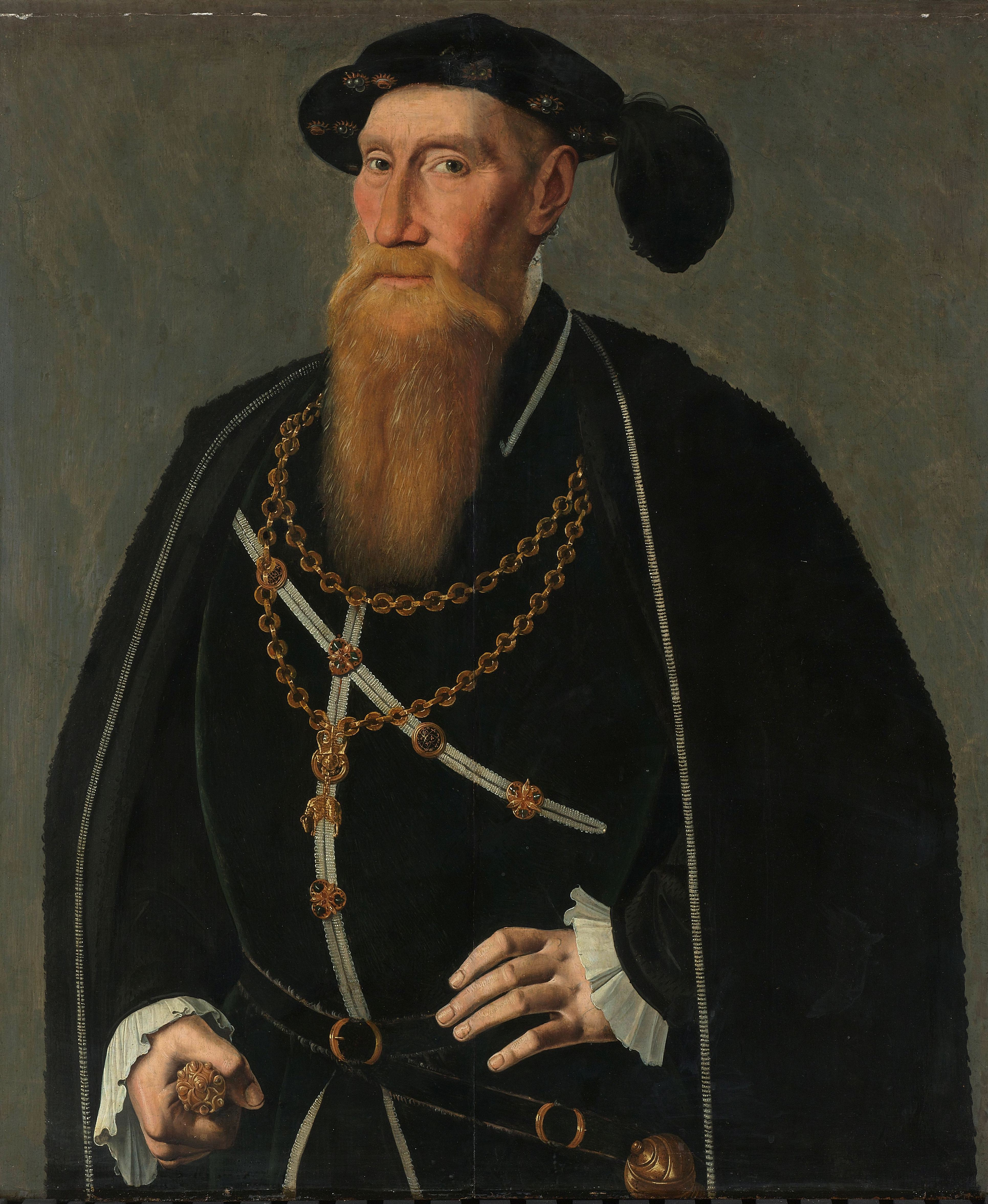
Reinoud III van Brederode
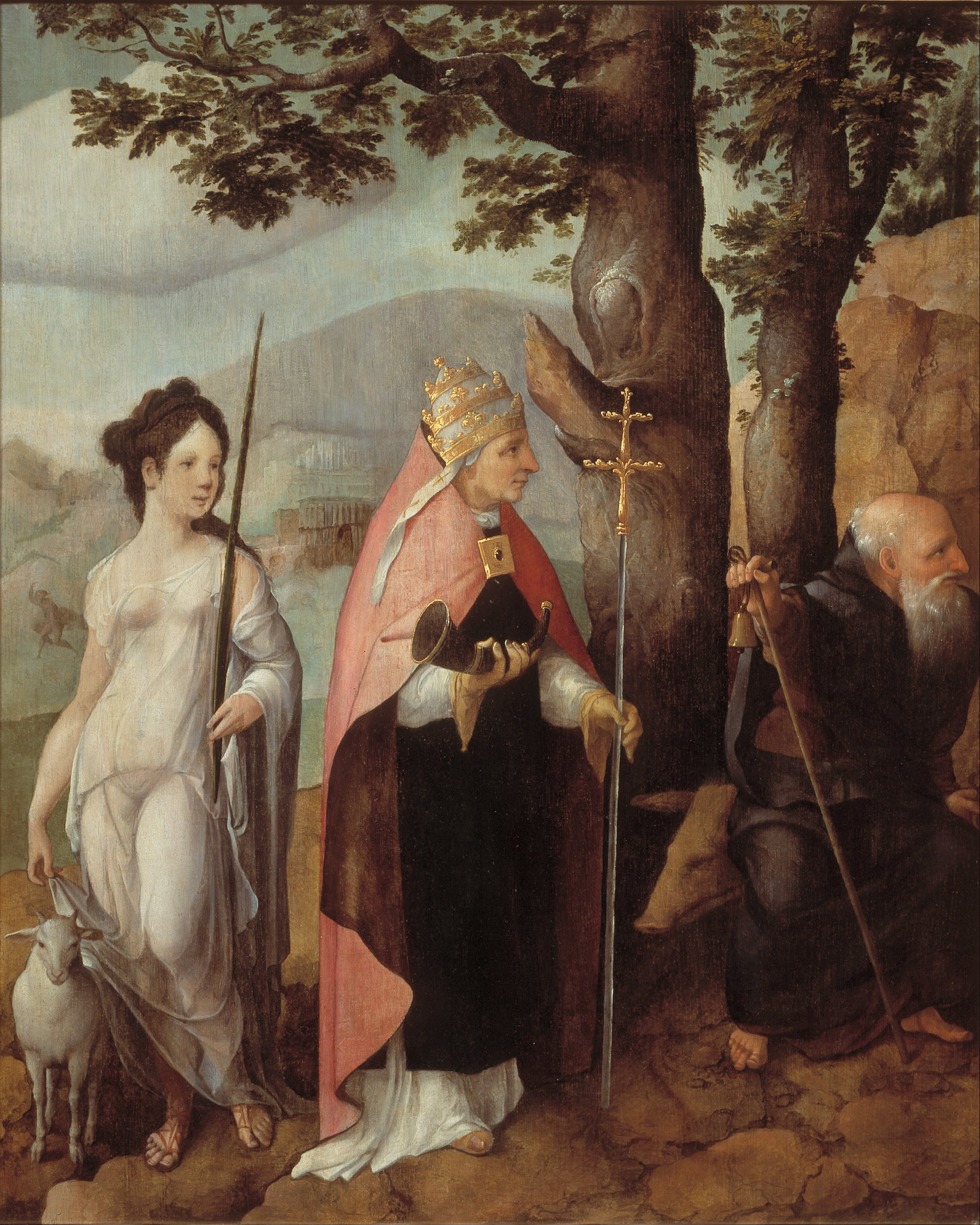

## 参照
1. ↑  ブリタニカ国際大百科事典 小項目事典. “スコレル”.  コトバンク. 2025年6月2日閲覧。
2. ↑  71591 artist record for Jan van Scorel in RKD